# Krassimir Kotschew
Krassimir Simeonow Kotschew (bulgarisch Красимир Симеонов Кочев; * 4. Mai 1974 in Petritsch, Oblast Blagoewgrad; † am oder vor dem 23. Januar 2025) war ein bulgarischer Ringer. Er war Vize-Weltmeister 2001 im freien Stil im Halbschwergewicht.

## Werdegang
Krassimir Kotschew begann im Jahre 1986 als Jugendlicher mit dem Ringen. Er konzentrierte sich dabei auf den freien Stil. Nach ersten Erfolgen im nationalen Juniorenbereich ging er für die bulgarischen Spitzenclubs Lewski Sofia und Slawia Litex Sofia an den Start. Bei einer Größe von 1,88 Metern startete er als Erwachsener meist im Halbschwergewicht (bis 96/97 kg Körpergewicht), scheute sich aber nicht wenn es innerhalb der bulgarischen Nationalmannschaft notwendig wurde, auch im Superschwergewicht bzw. Schwergewicht (bis 130/120 kg Körpergewicht) zu starten. Im Laufe seiner Karriere hatte er viele Trainer. In der Nationalmannschaft trainierte ihn z. B. auch Simeon Schterew. Seit 2001 kämpfte er auch in der deutschen Bundesliga. Er ging dabei schon für den 1. Luckenwalder SC, den KSV Köllerbach und die RWG Mömbis-Königshofen auf die Matte.
Die internationale Ringerkarriere von Krassimir Kotschew begann im Jahre 1991 bei der Junioren-Europameisterschaft (Juniors) in Istanbul. Er verpasste dort in der Gewichtsklasse bis 88 kg Körpergewicht mit einem 4. Platz knapp eine Medaille. 1993 nahm er erstmals bei den Senioren an einer Europameisterschaft teil. Hier belegte er hinter Arawat Sabejew aus Deutschland, Oleksij Netschypurenko aus der Ukraine und Ali Kayalı aus der Türkei den 4. Platz.
Seine erste Medaille bei einer internationalen Meisterschaft erkämpfte er dann bei der Junioren-Europameisterschaft (Espoirs) 1994 in Kourtane/Finnland. Er belegte dort im Schwergewicht hinter Eduard Tohojew aus der Ukraine den 2. Platz.
In den folgenden Jahren startete Krassimir Kotschew dann regelmäßig bei fast allen Welt- und Europameisterschaften, die stattfanden, ohne jedoch eine Medaille zu gewinnen. Für die Teilnahme an den Olympischen Spielen 1996 in Atlanta konnte er sich nicht qualifizieren. Er war aber bei den Olympischen spielen 2000 in Sydney am Start. Dort belegte er im Schwergewicht nach einer Niederlage gegen Alexis Rodríguez Valera aus Kuba und mit einem Sieg über Dolgorsürengiin Sumjaabadsar aus der Mongolei aber nur den 12. Platz.
Ab dem Jahre 2001 gelangen Krassimir Kotschew dann bei den internationalen Meisterschaften deutlich bessere Resultate. Bei der Europameisterschaft 2001 in Budapest kam er im Halbschwergewicht mit drei Siegen auf einen guten 4. Platz. Den Sprung auf das Treppchen verpasste er dabei mit Niederlagen gegen Eldari Luka Kurtanidse aus Georgien u. Aljaksandr Schamarau aus Belarus. Bei der Weltmeisterschaft des gleichen Jahres in Sofia gelang ihm dann im Halbschwergewicht der größte Erfolg seiner Laufbahn. Er wurde mit Siegen über Žarko Kočev, Mazedonien, Johannes Roussow, Großbritannien, Kang Dong-guk, Südkorea u. Zoltán Farkas, Ungarn und einer Niederlage gegen Giorgi Gogschelidse, Russland Vize-Weltmeister.
Eine weitere Medaille gewann Krassimir Kotschew bei der Weltmeisterschaft 2003, die in New York stattfand. Er erkämpfte sich dort mit vier Siegen und einer Niederlage im Halbfinale gegen Alireza Heidari aus dem Iran mit einem weiteren Sieg über Tüwschintöriin Enchtujaa aus der Mongolei eine WM-Bronzemedaille. Bei den Olympischen Spielen 2004 in Athen war er auch wieder am Start. Er traf dort aber nach einem Sieg über Alexei Krugnjakow aus Kirgisistan auf Mogamed Ibragimov aus Mazedonien, gegen den er verlor und ausscheiden musste. Es verblieb ihm damit nur der 17. Platz.
Zum Ende seiner internationalen Laufbahn gewann Krassimir Kotschew dann im Jahre 2005 bei der Europameisterschaft in Warna sogar eine Medaille im Schwergewicht. Er gewann dort über Josip Matković aus Kroatien, Marek Mikulski aus Polen und Nico Schmidt aus Deutschland. Gegen Yekta Yılmaz Gül aus der Türkei verlor er und belegte den 3. Platz.

## Internationale Erfolge
| Jahr | Platz | Wettbewerb                                 | Gewichtsklasse | |
| ---- | ----- | ------------------------------------------ | -------------- | --- |
| 1991 | 4.    | Junioren-EM (Juniors) in Istanbul          | bis 88 kg KG   | hinter Ahmet Doğu, Türkei, Nándor Gelenesi, Ungarn u. Aslan Chagurow, UdSSR |
| 1993 | 4.    | EM in Istanbul                             | Schwer         | hinter Arawat Sabejew, Deutschland, Oleksij Netschypurenko, Ukraine u. Ali Kayalı, Türkei |
| 1994 | 2.    | Junioren-EM (Espoirs) in Kourtane/Finnland | Schwer         | hinter Eduard Tohojew, Ukraine, vor Alan Batirow, Russland u. Dirk Winterfeldt, Deutschland |
| 1994 | 11.   | WM in Istanbul                             | Schwer         | hinter Arawat Sabejew, Deutschland, vor Davud Məhəmmədov, Aserbaidschan u. David Musuľbes, Russland |
| 1995 | 11.   | EM in Freiburg im Üechtland                | Halbschwer     | Sieger: Macharbek Chadarzew, Russland vor Eldari Luka Kurtanidse, Georgien u. Sagid Murtasalijew, Ukraine |
| 1995 | 23.   | WM in Atlanta                              | Halbschwer     | Sieger: Rasoul Khadem, Iran vor Macharbek Chadarzew u. Melvin Douglas, USA |
| 1996 | 9.    | EM in Budapest                             | Schwer         | Sieger: Marek Garmulewicz, Polen vor Milan Mazáč, Slowakei u. David Musuľbes |
| 1997 | 6.    | EM in Warschau                             | Schwer         | mit Niederlage gegen Sven Thiele, Deutschland, Sie über Silvio Rüfenacht, Schweiz u. Niederlagen gegen Aydın Polatçı, Türkei u. Jurij Schobitko, Ukraine                                                                              |
| 1997 | 14.   | WM in Krasnojarsk                          | Schwer         | mit einem Sieg über Oleg Naniew, Ukraine u. Niederlagen gegen Alexis Rodríguez Valera, Kuba u. David Musuľbes |
| 1998 | 9.    | EM in Bratislava                           | Schwer         | mit einem Sieg über Efstathios Topalidis, Griechenland u. Niederlagen gegen Aydın Polatçı u. Aleksi Modebadse, Georgien |
| 1998 | 11.   | WM in Teheran                              | Halbschwer     | mit Siegen über Jurijs Janovics, Lettland u. Soslan Frajew, Usbekistan u. Niederlagen gegen Melvin Douglas u. Islam Bairamuchow, Kasachstan                                                                                           |
| 1999 | 14.   | EM in Sofia                                | Schwer         | nach Niederlagen gegen Juri Ewseitschik, Israel u. Heorhij Soldadse, Ukraine |
| 2000 | 9.    | Olympia-Qualif.-Turnier in Leipzig         | Halbschwer     | Sieger: Wadym Tassoew, Ukraine vor Heiko Balz, Deutschland u. Aljaksandr Schamarau |
| 2000 | 6.    | EM in Budapest                             | Halbschwer     | mit Siegen über Ahmet Doğu u. Dan Karabin jun., Tschechien u. einer Niederlage gegen Sagid Murtasalijew, Russland |
| 2000 | 12.   | OS in Sydney                               | Schwer         | nach einer Niederlage gegen Alexis Rodríguez Valera u. einem Sieg über Dolgorsürengiin Sumjaabadsar, Mongolei |
| 2001 | 4.    | EM in Budapest                             | Halbschwer     | mit Siegen über Thomas Tonn, Deutschland, Ričardas Pauliukonis, Litauen u. Zoltán Farkas, Ungarn u. Niederlagen gegen Eldari Luka Kurtanidse, Georgien u. Aljaksandr Schamarau, Belarus                                               |
| 2001 | 2.    | WM in Sofia                                | Halbschwer     | mit Siegen über Žarko Kočev, Mazedonien, Johannes Roussow, Großbritannien, Kang Dong-guk, Südkorea u. einer Niederlage gegen Giorgi Gogschelidse, Russland                                                                            |
| 2002 | 9.    | EM in Baku                                 | Halbschwer     | nach einer Niederlage gegen Zoltán Farkas u. einem Sieg über Juri Schmatow, Deutschland |
| 2002 | 18.   | WM in Teheran                              | Halbschwer     | mit einem Sieg über Koo Hak-ja, Südkorea u. einer Niederlage gegen Giorgi Gogschelidse |
| 2003 | 12.   | EM in Riga                                 | Halbschwer     | nach einer Niederlage gegen Chadschimurad Gazalow, Russland u. einem Sieg über Rolf Scherrer, Schweiz |
| 2003 | 3.    | WM in New York                             | Halbschwer     | mit Siegen über Peter Pecha, Slowakei, Igor Praporshchikov, Australien, Radovan Valach, Österreich u. Bartłomiej Bartnicki, Polen, einer Niederlage gegen Alireza Heidari, Iran u. einem Sieg über Tüwschintöriin Enchtujaa, Mongolei |
| 2004 | 6.    | EM in Ankara                               | Halbschwer     | nach einer Niederlage gegen Rüstəm Ağayev, Aserbaidschan u. Siegen über Peter Pecha u. Tamasi Gogschelidse, Georgien |
| 2004 | 17.   | OS in Athen                                | Halbschwer     | nach Niederlagen gegen Aleksei Krupnjakow, Kirgisistan u. Mogamed Ibragimov, Usbekistan |
| 2005 | 3.    | EM in Warna                                | Schwer         | mit Sieg über Josip Matković, Kroatien, Niederlage gegen Yekta Yılmaz Gül, Türkei u. Siegen über Marek Mikulski, Polen u. Nico Schmidt, Deutschland                                                                                   |
| 2005 | 19.   | WM in Budapest                             | Schwer         | nach einer Niederlage gegen Aleksi Modebadse, Georgien |

Anm.: alle Wettbewerbe im freien Stil, OS = Olympische Spiele, WM = Weltmeisterschaft, EM = Europameisterschaft, Superschwergewicht, bis 1996 bis 130 kg, danach abgeschafft, Schwergewicht, bis 1996 bis 100 kg, von 1997 bis 2001 bis 130 kg, seit 2002 bis 120 kg Körpergewicht, Halbschwergewicht, bis 1996 bis 90 kg, von 1997 bis 2001 bis 97 kg, seit 2002 bis 96 kg Körpergewicht